# Le Temps (groupe)
Pour les articles homonymes, voir Le Temps.
Le Temps est un groupe de folk rock québécois (Canada) à géométrie variable fondé en 1975 par les deux auteurs-compositeurs Pierre Cloutier et René Grimard. 

## Histoire
En 1974, le gérant d'artistes Yves Ladouceur rencontre Pierre Cloutier et René Grimard grâce au propriétaire du Café du Quai à Magog.  Intéressé par les compositions qu'ils lui présentent, Ladouceur devient leur premier gérant et leur fait enregistrer un démo de quatre pistes au printemps 1975, qu'il présentera à différentes importantes entreprises du disque au Canada,. Le Temps verra son premier album éponyme sortir en décembre 1975 au sein du label Parapluie (filiale de Warner).  Un second paraîtra en 1977 chez Célébration (filiale de Quality Records (en)), puis le groupe se sépare peu après. Leur style musical, très proche de celui du groupe Harmonium, leur a été reproché par certaines critiques.
Les deux albums du groupe ont été réédités en CD au sein du label Unidisc en 1999,.

## Membres
Le groupe étant à géométrie variable, sa composition a considérablement changé d'un album à l'autre, à l'exception de Pierre Cloutier et dans une moindre mesure de René Grimard, qui a composé certaines chansons du deuxième album.

### Membres principaux
- Pierre Cloutier (guitare/voix)
- René Grimard (guitare/voix)

### Sur le premier album
- Andy Grober (guitare)
- Fernand Durand (contrebasse)
- Philippe Bech (piano)
- Pierre Daigneault (flûte)

### Sur le deuxième album
- Alain Grenier (contrebasse)
- Jean Desautels (batterie)

## Réception critique
Leur premier album sorti en 1975 fait l'objet de critiques plutôt positives dans la presse québécoise : il est qualifié de « réussite » dans Le Soleil, tandis que Le Devoir lui décerne une « mention spéciale » et le fait figurer dans son bilan musical de l'année.  La critique mentionne la structure musicale pastorale et bucolique ainsi que l'apport de l'Orchestre de chambre d'Ottawa, tout en soulignant l'influence de groupes comme Harmonium ou Séguin. Selon La Tribune, les débuts du groupe sont prometteurs et l'album « s'enlève rapidement ». Des émissions de radio leur sont alors consacrées.
En 1976, la carrière du Temps est qualifiée de « reluisante » par La Tribune, alors que les membres du groupe viennent de sortir quasiment indemnes d'un grave accident de voiture.
Leur second album, paru en 1977, ne rencontre toutefois pas le même succès et est qualifié de « résultat moyen » qui ne « vole pas très haut » par Le Nouvelliste.